# Fichtelberg (Germania)
Fichtelberg è un comune tedesco di 1 990 abitanti, situato nel land della Baviera.

## Economia

### Turismo

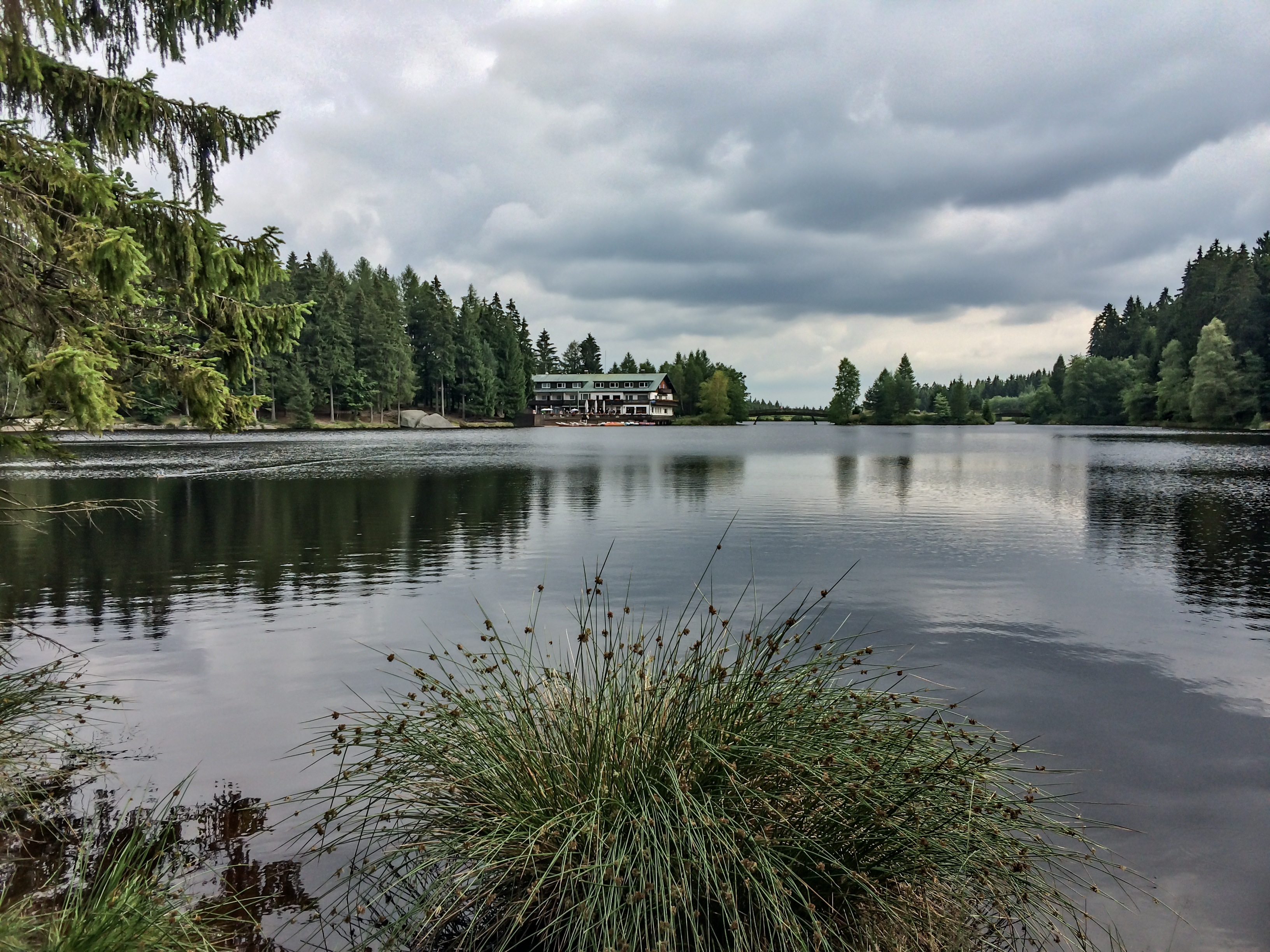
Fichtelsee

- Lago Fichtelsee